# Alfonso Godá Alabau
Alfonso Godá Alabau (València, 1912 - 29 de juliol de 2003) fou un actor valencià.
La seva trajectòria inicial va ser musical, actuant com a baríton de sarsuela i destacant especialment en el gènere de la revista. Els seus primers grans èxits van ser La Cenicienta del Palace (1940) i Yola (1941) ambdues al costat de Celia Gámez. Durant aquesta representació va conèixer a la qual va anar la seva esposa durant més de 50 anys, la vedette Maruja Boldoba.
Al llarg de la dècada de 1940 i de vegades en companyia de la seva esposa, encadena èxits - sempre en el gènere de la revista - com Si Fausto fuese Faustina (1942), Rumb a pique (1943), Tres días para quererte (1945), Veinticuatro horas mintiendo (1947) o La quarta de A. Polo (1951).
En els 50 abandona els espectacles musicals i centra la seva carrera en la interpretació de comèdies teatrals, debutant al cinema el 1956, de la mà de Juan Antonio Bardem amb una de les cintes més emblemàtiques de la història del cinema espanyol: Calle Mayor.
Seguirien una mica més d'una vintena de títols, entre els quals destaquen La colmena, de Mario Camus.

## Filmografia
- Las chicas de hoy en día (TV)
  - Las chicas de hoy en día marcan el paso (1992)
- Los jinetes del alba (TV) (1990)
- El Lute II: mañana seré libre (1988)
- El pico 2 (1984)
- Chispita y sus gorilas (1982)
- La colmena (1982)
- Asesinato en el Comité Central (1982)
- Femenino singular (1982)
- Es peligroso casarse a los 60 (1981)
- Estudio 1 (TV)
  - Maribel y la extraña familia (1980)
- La Gioconda está triste (1977)
- Los cuatro salvajes (1967)
- Nunca pasa nada (1963)
- Piedra de toque (1963)
- La gran familia (1962)
- Madame Sans Gene (1961)
- Tres de la Cruz Roja (1961)
- Honorables sinvergüenzas (1961)
- Fantasmas en la casa (1961)
- Mi último tango (1960)
- Crimen para recién casados (1960)
- Buen viaje, Pablo (1959)
- La ironía del dinero (1957)
- Malinconico autunno (1959)
- Un marido de ida y vuelta (1957)
- Calle Mayor (1956)